# Krivajevići (kanton tuzlański)
Krivajevići – wieś w Bośni i Hercegowinie, w Federacji Bośni i Hercegowiny, w kantonie tuzlańskim, w gminie Kladanj. W 2013 roku liczyła 201 mieszkańców, z czego większość stanowili Boszniacy.